# Cylindilla
Cylindilla is een kevergeslacht uit de familie van de boktorren (Cerambycidae). De wetenschappelijke naam van het geslacht werd voor het eerst geldig gepubliceerd in 1884 door Bates.

## Soorten
Cylindilla omvat de volgende soorten:
- Cylindilla bidentata (Gressitt, 1940)
- Cylindilla formosana (Gressitt, 1951)
- Cylindilla grisescens Bates, 1884
- Cylindilla inornata (Gressitt, 1951)
- Cylindilla interrupta (Gressitt, 1951)
- Cylindilla makiharai Hasegawa, 1992
- Cylindilla parallela (Gressitt, 1951)